# Elisabeth Langby
Elisabeth Langby, född 7 november 1957 i Nacka, död 6 november 2020, var en svensk samhällspolitisk analytiker, politiker, journalist, och författare. Hon är mest känd för boken Vinter i Välfärdslandet.

## Biografi
Elisabeth Langby växte upp i Nacka. Langby blev civilekonom vid Handelshögskolan i Stockholm 1978, master i statsvetenskap vid Harvard Kennedy School of Government 1984 med ett Fulbright stipendium samt PhD i politisk teori vid Harvard University 1987.
Langby var ordförande för Fria Moderata Studentförbundet 1978–1980, den första kvinnliga ordföranden i förbundets historia, och var samtidigt vice ordförande för European Democrat Students. År 1981 blev hon intervjuad i dokumentärfilmen Nyliberalism och 1984 publicerade hon boken Vinter i Välfärdslandet, med förord av Jan Myrdal, som "lästes som närmast profetisk under de överbeskattade och genomreglerade svenska krisåren i början av 1990-talet".
Langby var ledarskribent för Svenska Dagbladet 1979–1982, post-doctoral fellow vid Harvard University 1987–1989 och vid Boston University 1989–1991, praktikant vid Pentagon i Washington D.C. en sommar under studieåren, konsult för Carnegie Investment Bank 1993, analyschef och medlem i styrelsen för Alfred Berg Transferator AB 1993–1995, och Head of Fixed Income Research för Alfred Berg i New York 1994–1996.
Fredrik Reinfeldt inbjöd Langby att vara med i Sveriges regering 2006 men hon tackade nej.
Genom sin forskning vid Harvard University blev hon vän med USA:s försvarsminister Caspar Weinberger och Harvard-professorerna Richard Pipes, James Q Wilson, och Robert Nozick. 
På 90-talet flyttade Langby till Dublin, New Hampshire. Där var hon engagerad i välgörenhetsarbete att förbättra den lokala säkerheten för fotgängare och fordon och förebygga miljöskador på Dublinsjön.